# Franse Westhoek
De Franse Westhoek (Frans: Westhoek français), ook wel Zee-Vlaanderen of Maritiem Vlaanderen (Frans: la Flandre maritime), is een landstreek in Frankrijk, die het westelijk deel van de Westhoek en het noordelijk deel van Frans-Vlaanderen vormt en tevens nagenoeg overeenkomt met het arrondissement Duinkerke van het Noorderdepartement. Een uitgebreidere beschrijving van de taken van een arrondissement is te vinden in het artikel over de bestuurlijke indeling van Frankrijk.
Het arrondissement Duinkerke heeft een oppervlakte van 1608 km² en had in 1999 bij de laatste volkstelling 379.702 inwoners, waarvan er 158.894 in de agglomeratie Duinkerke woonden.

## Geografie

### Afbakening

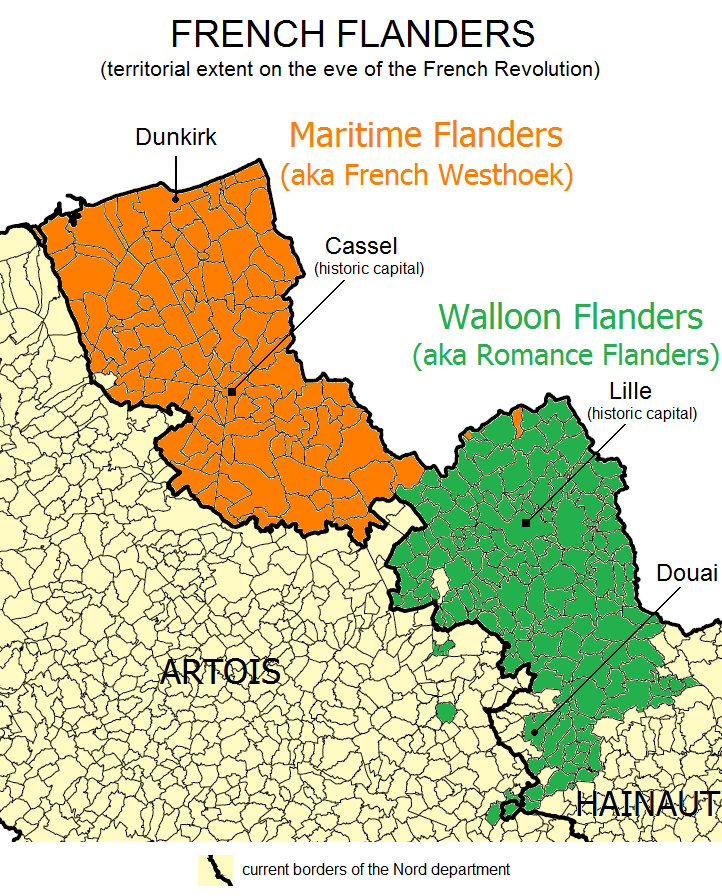
Kaart van Frans-Vlaanderen:
Franse Westhoek of Zee-Vlaanderen
Rijsels-Vlaanderen of Waals-Vlaanderen

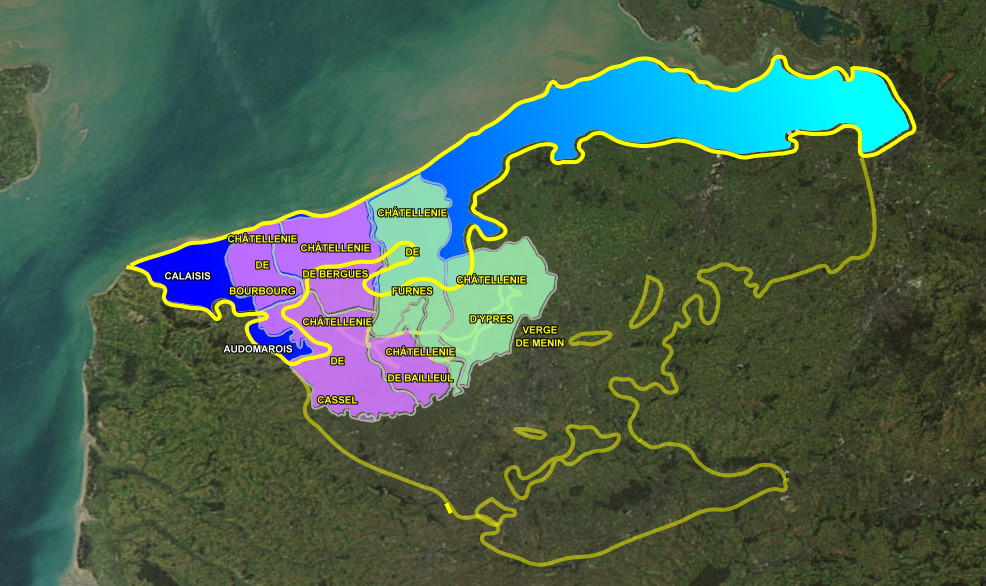
Kaart van de Vlaamse Kustvlakte:
Vlaamse Kustvlakte (geel omlijnd)
Franse Westhoek of Zee-Vlaanderen
Oude provincie West-Vlaanderen (1713)

De Franse Westhoek wordt geografisch begrensd door de Noordzee in het noorden, de staatsgrens met België (schreve) in het oosten, de rivier de Leie in het zuiden en het Kanaal van Neufossé en de rivier de Aa in het westen.
De administratieve grenzen van het arrondissement Duinkerke wijken op enkele plaatsen af van de geografische grenzen van de Franse Westhoek. De gemeenten La Gorgue, ten zuiden van de Leie, en Grand-Fort-Philippe, ten westen van de Aa, vallen binnen het arrondissement Duinkerke, maar net buiten de geografische Westhoek. Andersom vallen de gemeente Klaarmares, een deel van de gemeente Arques en enkele landelijke gebieden van de gemeenten Sint-Omaars en Ariën buiten het arrondissement, maar (deels) binnen de geografische Westhoek. Deze laatste gemeenten liggen in het departement Pas-de-Calais. Voor het gemak worden echter vaak de administratieve grenzen aangehouden als de grenzen van de Franse Westhoek.

### Landschap
Van noord naar zuid valt het gebied uiteen in de Frans-Vlaamse kust als onderdeel van de Opaalkust (Côte d'Opale) en de agglomeratie Duinkerke, het vlakke en weidse Blootland, het heuvelachtige Houtland, onderdeel van het West-Vlaams Heuvelland, en de Leievallei in het zuiden. De laatste drie gebieden worden in het Frans ook wel aangeduid als Coeur de Flandre, het Hart van Frans-Vlaanderen. Zowel het Blootland als het Houtland lopen over de schreve door in het Belgisch deel van de Westhoek, hoewel het Blootland daar bekendstaat als de 'West-Vlaamse polders' of de 'IJzervlakte' en het Houtland ook wel 'Heuvelland' wordt genoemd.
Het hoogste punt van de Franse Westhoek, en van de Westhoek als geheel, ligt op de 176 meter hoge Kasselberg in het Houtland. Het laagste punt ligt vier meter onder zeeniveau in de droogmakerij van De Moeren (Les Moëres), die voor de helft in de Belgische provincie West-Vlaanderen ligt.

### Stedelijke centra
Belangrijkste plaatsen zijn in volgorde van grootte:
- Duinkerke, met voorsteden als Nieuw-Koudekerke, Saint-Pol-sur-Mer en Groot-Sinten
- Hazebroek
- Belle
- Grevelingen
- Meregem
- Niepkerke
- Tetegem
- Bourbourg
- Stegers
- Loon-Plage
- Wormhout
- Bray-Dunes
- Sint-Winoksbergen
- Steenvoorde
- Hondschote
- Kassel

## Geschiedenis
De Franse Westhoek is een van oudsher Nederlandstalig gebied in Frankrijk: er worden Vlaamse dialecten gesproken. Tussen 1659 en 1678 werd het gebied, net als de rest van Frans-Vlaanderen, door de Franse koning Lodewijk XIV veroverd en bij Frankrijk ingelijfd, met name na de Slag aan de Peene. Hierdoor werd het staatkundig gescheiden van de rest van Vlaanderen en het Nederlands taalgebied.

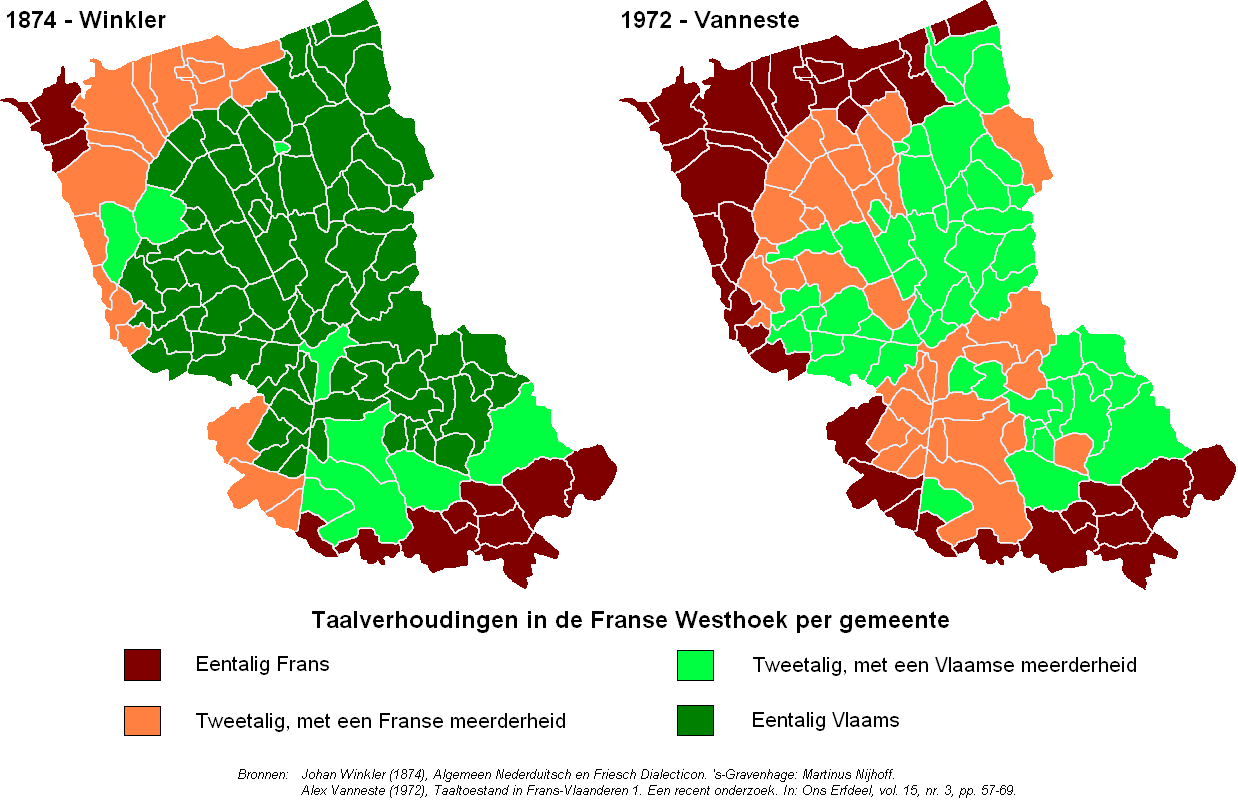
Taalverhoudingen in de Franse Westhoek in 1874 en 1972

Ondanks de Franse overheersing wisten de Vlamingen hun taal lange tijd te bewaren. Door de politiek van culturele en taalkundige gelijkschakeling, tijdens de Franse Revolutie en vooral vanaf 1870, werd echter van hogerhand geprobeerd de dialecten te verdringen ten voordele van de Franse eenheidstaal. In het verstedelijkte en geïndustrialiseerde kustgebied lukte dit het snelst: in de eerste helft van de 20e eeuw was het op enkele kleinere gemeentes na volledig verfranst. Sindsdien zijn ook in het binnenland de Vlaamse dialecten langzaam aan het verdwijnen. De vergelding na de Tweede Wereldoorlog, die de 'Germaanse' Vlamingen en hun streektaal een slechte naam bezorgde, heeft daartoe zeker bijgedragen.
Het huidige arrondissement Duinkerke ontstond door een decreet van 10 september 1926, dat voorzag in de samensmelting van de voormalige arrondissementen Duinkerke en Hazebroek.

## Taal en cultuur

In 1972 bleek uit een taalonderzoek dat de Frans-Vlaamse dialecten in een groot deel van de Franse Westhoek nog actief gesproken werden, in heel wat gemeenten zelfs meer dan het Frans. De resultaten werden overigens niet van de sprekers direct verworven maar van lokale zegslieden, wat de cijfermatige betrouwbaarheid ter discussie stelt. Vandaag de dag zijn er in ieder geval nog slechts enkele tienduizenden, voornamelijk ouderen, die onderling dialect spreken. De jongere generaties doen dat niet meer. Door de slechte economische situatie in het noorden van Frankrijk zijn er wel steeds meer Franse Vlamingen die over de 'schreve' in het Belgische deel van Vlaanderen gaan werken. Ook zijn er Nederlandstalige Belgische bedrijven die vestigingen in Frans-Vlaanderen hebben. Hierdoor is de belangstelling voor en de kennis van het algemeen Nederlands sterk toegenomen. De dialecten worden echter met uitsterven bedreigd. In 2002 werd op nog geen enkele school Vlaams onderwezen in de Westhoek. Sinds de jaren 1970 is het weer toegestaan om dit wel te geven en zijn er inmiddels ongeveer 80 scholen in de Franse Westhoek die ook algemeen Nederlands als vak onderwijzen. Sinds december 2021 is le flamand (het (West-)Vlaams) officieel erkend als streektaal door het Franse ministerie van Onderwijs.

## Bestuurlijke indeling
De Franse bestuurlijke indeling gaat uit van een piramidestructuur. Onder het nationale niveau bevinden zich achtereenvolgens de regio's, de departementen, de arrondissementen, de kantons en de gemeenten. De Franse Westhoek komt nagenoeg overeen met het arrondissement Duinkerke van het Noorderdepartement in de regio Hauts-de-France. Het arrondissement Duinkerke, en daarmee de Franse Westhoek, is onderverdeeld in de volgende zeven kantons en 111 gemeenten:
- Kanton Belle: Belle, Berten, Boeschepe, Borre, Eke, Godewaarsvelde, Hondegem, Kaaster, Kassel, Merris, Meteren, Niepkerke, Okselare, Oud-Berkijn, Pradeels, Sint-Janskappel, Sint-Mariakappel, Sint-Silvesterkappel, Stapel, Steenwerk, Strazele, Vleteren, Zoeterstee
- Kanton Duinkerke-1 en 2: Bray-Dunes, Duinkerke (gedeeltelijk), Gijvelde, Leffrinkhoeke, Zuidkote
- Kanton Groot-Sinten: Bourbourg, Broekkerke, Drinkam, Duinkerke (gedeeltelijk), Grand-Fort-Philippe, Grevelingen, Groot-Sinten, Kapellebroek, Kraaiwijk, Loberge, Loon-Plage, Pitgam, Sint-Joris, Sint-Pietersbroek
- Kanton Hazebroek: Blaringem, Boezegem, Ebblingem, La Gorgue, Haverskerke, Hazebroek, Linde, Meregem, Moerbeke, Nieuw-Berkijn, Ruisscheure, Steenbeke, Stegers, Tienen, Waalskappel, Zerkel
- Kanton Nieuw-Koudekerke: Armboutskappel, Bieren, Kapelle, Nieuw-Koudekerke, Sint-Winoksbergen, Spijker, Stene, Téteghem-Coudekerque-Village, Uksem
- Kanton Wormhout: Arneke, Bambeke, Bavinkhove, Bissezele, Bollezele, Broksele, Buisscheure, Eringem, Ekelsbeke, Hardefoort, Herzele, Holke, Hondschote, Houtkerke, Hooimille, Killem, Krochte, Kwaadieper, Lederzele, Ledringem, Merkegem, Millam, Nieuwerleet, Noordpene, Ochtezele, Oostkappel, Oudezele, Rekspoede, Rubroek, Sint-Momelijn, Soks, Steenvoorde, Terdegem, Volkerinkhove, Warrem, Waten, Wemaarskappel, Westkappel, Winnezele, Wormhout, Wulverdinge, Wilder, Zegerskappel, Zermezele, Zuidpene

Het gesplitste kanton van Duinkerke is samengenomen. De gemeente Duinkerke behoort door splitsing tot meerdere kantons, de kantons van Duinkerke vormen samen de stedelijke agglomeratie van deze stad.

### Gemeentelijke herindelingen
In het verleden hebben in het gebied de volgende gemeentelijke herindelingen plaatsgevonden:
- 1856: Tetegem → Tetegem en Rozendaal (afgesplitst als nieuwe gemeente)
- 1877: Klein-Sinten → Klein-Sinten en Saint-Pol-sur-Mer (afgesplitst als nieuwe gemeente)
- 1881: Duinkerke → Duinkerke en Malo (afgesplitst als nieuwe gemeente)
- 1883: Gijvelde → Gijvelde en Bray-Dunes (afgesplitst als nieuwe gemeente)
- 1946: Bourbourg-Ville en Bourbourg-Campagne → Bourbourg (nieuwe gemeente)
- 1970: Malo → Duinkerke
- 1972: Klein-Sinten en Rozendaal → Duinkerke
- 1980: Mardijk → Duinkerke
- 2010: Fort-Mardijk en Saint-Pol-sur-Mer → Duinkerke
- 2016: Tetegem en Koudekerke-Dorp → Téteghem-Coudekerque-Village (nieuwe gemeente)